# Yosef Azran
Yosef Azran (en hebreo: יוסף עזרן‎, Marrakech, 19 de octubre de 1941 – 10 de febrero de 2010) fue un rabino y político israelí que formó parte de la Knéset entre 1988 y 1996, y fue Viceministro de Finanzas de 1990 hasta 1992.

## Biografía
Nacido en Marrakech en 1941, Azran hizo su aliá a Israel en 1957. Estudió en una yeshivá para posteriormente ir al instituto y ser ordenado rabino en la Instituto Harry Fischel. Trabajó como rabino en barrios de Jerusalén así como también director de un internado en Estrasburgo, como director de la Institución de la Torá en Ashdod, antes de convertirse en el rabino principal de Kiryat Malakhi y más tarde de Rishon LeZion .
Se unió al partido Shas en la década de los 80 y fue elegido para entrar en el Knesset en las elecciones parlamentarias de 1988. El 2 de julio de 1990 fue nombrado Viceministro de Finanzas, un cargo que retuvo hasta 1992. El 28 de febrero de 1996 dejó la disciplina del partido para ocupar un escaño como independiente. En las elecciones parlamentarias de 1996 encabezó la lista del partido Telem Emuna, que solo consiguió el 0.4% de los votos.